# Cross Keys Rugby Football Club
Maillots
Cross Keys RFC est un club semi-professionnel gallois de rugby à XV situé à Crosskeys au pays de Galles. Ses joueurs sont susceptibles d’être sélectionnés par le Dragons RFC (United Rugby Championship et compétitions de l'EPCR).

## Histoire
Le Cross Keys RFC est fondé en 1885.

## Palmarès
- Championnat du pays de Galles : 
  - Champion (non officiel) (2) : 1922 et 1936.

## Joueurs célèbres
- Seremaia Bai
- Taulupe Faletau